# Stade Chaban-Delmas
Stade Chaban-Delmas – stadion piłkarski, położony w mieście Bordeaux, Francja. Oddany został do użytku w 1924 roku. Od tego czasu swoje mecze na tym obiekcie rozgrywa zespół Ligue 1 Girondins Bordeaux. Jego pojemność wynosi 34 327 miejsc. Rekordową frekwencję, wynoszącą 40 200 osób, odnotowano w 1985 roku podczas meczu pucharowego pomiędzy Girondins Bordeaux a Juventusem.